# Cánh cung Sông Gâm
Cánh cung Sông Gâm là một nếp uốn nhô lên ở phần giữa vùng Đông Bắc Việt Nam, phía bên tả ngạn của sông Gâm, ở địa phận các tỉnh Bắc Kạn, Thái Nguyên, Tuyên Quang. Nếp lồi này cấu tạo bằng đá phiến thạch anh, sa thạch và đá vôi nằm trên phần lõi là đá kết tinh cổ. Nếp lồi Sông Gâm nằm ở phía nam cao nguyên Lang Ca Phu, bắt đầu từ đỉnh Pu Ta Ca cao 2270 m đến đèo Khế, ở phía bắc dãy núi Tam Đảo. Các đỉnh cao khác trong cánh cung Sông Gâm là núi Phia Ya (1980 m), núi Phia Bioc (còn gọi là núi Cứu Quốc, 1575 m), đều là các khối đá granit. Phía nam Phia Ya là khối núi đá vôi Chợ Rã cao 1500 m. Phía sau Phia Bioc, cánh cung Sông Gâm hạ thấp dần thành vùng núi đá vôi Chợ Chu.
Sông Năng bắt nguồn từ nếp lồi sông Gâm, chảy dưới chân núi đá vôi Chợ Rã, xuyên qua động Pông trong núi Lung Nham, qua hồ Ba Bể, thác Đầu Đẳng, và hội lưu với sông Gâm từ phía trái của sông Gâm. Nếp lồi Sông Gâm cũng là nơi bắt nguồn của sông Phó Đáy.